# Dekanat mławski
Dekanat mławski – dawny dekanat rzymskokatolickiej diecezji płockiej z siedzibą w Mławie. W skład dekanatu wchodziło 14 parafii.
Dekretem biskupa płockiego Piotra Libery od 18 września 2018 został podzielony na dwa dekanaty: dekanat mławski wschodni i dekanat mławski zachodni.

## Historia
Podstawowym elementem administracji terytorialnej kościelnej była parafia. Pierwszy pełny wykaz parafii diecezji płockiej pochodzi z 1506 r. Podział na dekanaty w diecezji płockiej ustalony został ok. XIV w. Do 1506 r. tereny Ziemi Mławskiej należały do dekanatu zawkrzeńskiego (pierwsza wzmianka o nim pochodzi z 1477 r.), który został następnie podzielony przez biskupa Erazma Ciołka na dwa: mławski i szreński. Chodziło wówczas o udoskonalenie administracji kościelnej na tych terenach. 
Dekanat mławski był z kolei przekształcony za sprawą reformy biskupa Andrzeja Chryzostoma Załuskiego z 1693 r. jako część archidiakonatu płockiego. 
W 1817 r. – kiedy to biskup płocki Adam Michał Prażmowski polecił odbycie wizytacji we wszystkich dekanatach i parafiach diecezji – dekanat mławski składał się z 10 parafii: Bogurzyn, Dąbrowa, Lipowiec, Mława, Niedzbórz, Stupsk, Szydłowo, Wyszyny, Żmijewo, Żurominek Kapitulny. Dziekanem był wówczas ks. Bernard Załuski, pleban ze Żmijewa. Parafia mławska natomiast należała do księży misjonarzy św. Wincentego a Paulo.

## Stan obecny parafii
stan na dzień 3 sierpnia 2017 r.
| Lp | Miejscowość / parafia                        | Czas powstania | Proboszcz / administrator                 | Zdjęcie |
| -- | -------------------------------------------- | -------------- | ----------------------------------------- | ------- |
| 1  | Bogurzyn św. Doroty                          | XIII-XIV w.    | ks. Wojciech Wiśniewski od 2015           |         |
| 2  | Dębsk św. Stanisława Kostki                  | 1981           | ks. mgr Janusz Wilkowski od 2008          |         |
| 3  | Lipowiec Kościelny św. Mikołaja              | XIII-XIV w     | ks. Krzysztof Szwejkowski od 2009         |         |
| 4  | Mława św. Stanisława BM                      | koniec XIV w.  | ks. kan. dr Ryszard Kamiński od 2001      |         |
| 5  | Mława św. Jana Kantego                       | 1912           | ks. kan. mgr Jan Cegłowski od 2008        |         |
| 6  | Mława Matki Boskiej Królowej Polski          | 1987           | ks. prał. dr Kazimierz Ziółkowski od 2008 |         |
| 7  | Mława Świętej Rodziny                        | 2001           | ks. kan. mgr Sławomir Kowalski od 2001    |         |
| 8  | Stupsk św. Wojciecha                         | ok. 1459       | ks. mgr Karol Kaniecki od 2017            |         |
| 9  | Szreńsk św. Wojciecha                        | ok. 1470       | ks. mgr Jan Żółtowski od 2016             |         |
| 10 | Szydłowo św. Marii Magdaleny, św. Kazimierza | ok. XIV w.     | ks. mgr Cezary Maruszewski od 2016        |         |
| 11 | Wieczfnia Kościelna św. Stanisława BM        | XIV w.         | ks. mgr Sławomir Krasiński od 2010        |         |
| 12 | Wojnówka św. Stanisława Kostki               | 1437           | ks. Grzegorz Nowomiejski od 2015          |         |
| 13 | Wyszyny Kościelne Matki Boskiej Różańcowej   | XIV w.         | ks. Marek Trymers od 2020                 |         |
| 14 | Żmijewo Kościelne Matki Bożej Szkaplerznej   | 1411           | ks. mgr Wiesław Mordon od 2007            |         |